# ورزشگاه بروسیا پارک
۵۱°۱۰′۲۸٫۵۰″ شمالی ۶°۲۳′۷٫۶۷″ شرقی / ۵۱٫۱۷۴۵۸۳۳°شمالی ۶٫۳۸۵۴۶۳۹°شرقی
 ورزشگاه بروسیا پارک  (به انگلیسی: Stadion im Borussia-Park) ورزشگاهی در شهر مونشن‌گلادباخ در کشور آلمان است.
بازی‌های خانگی باشگاه فوتبال بروسیا مونشن گلادباخ در این ورزشگاه برگزار می‌شود.همچنین این ورزشگاه میزبان سه دیدار از رقابت های جام جهانی فوتبال زنان ۲۰۱۱ بوده است.

## نگارخانه

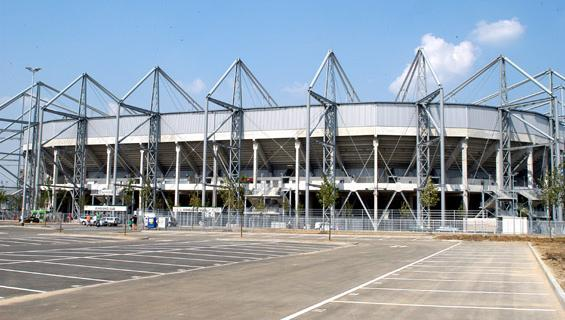
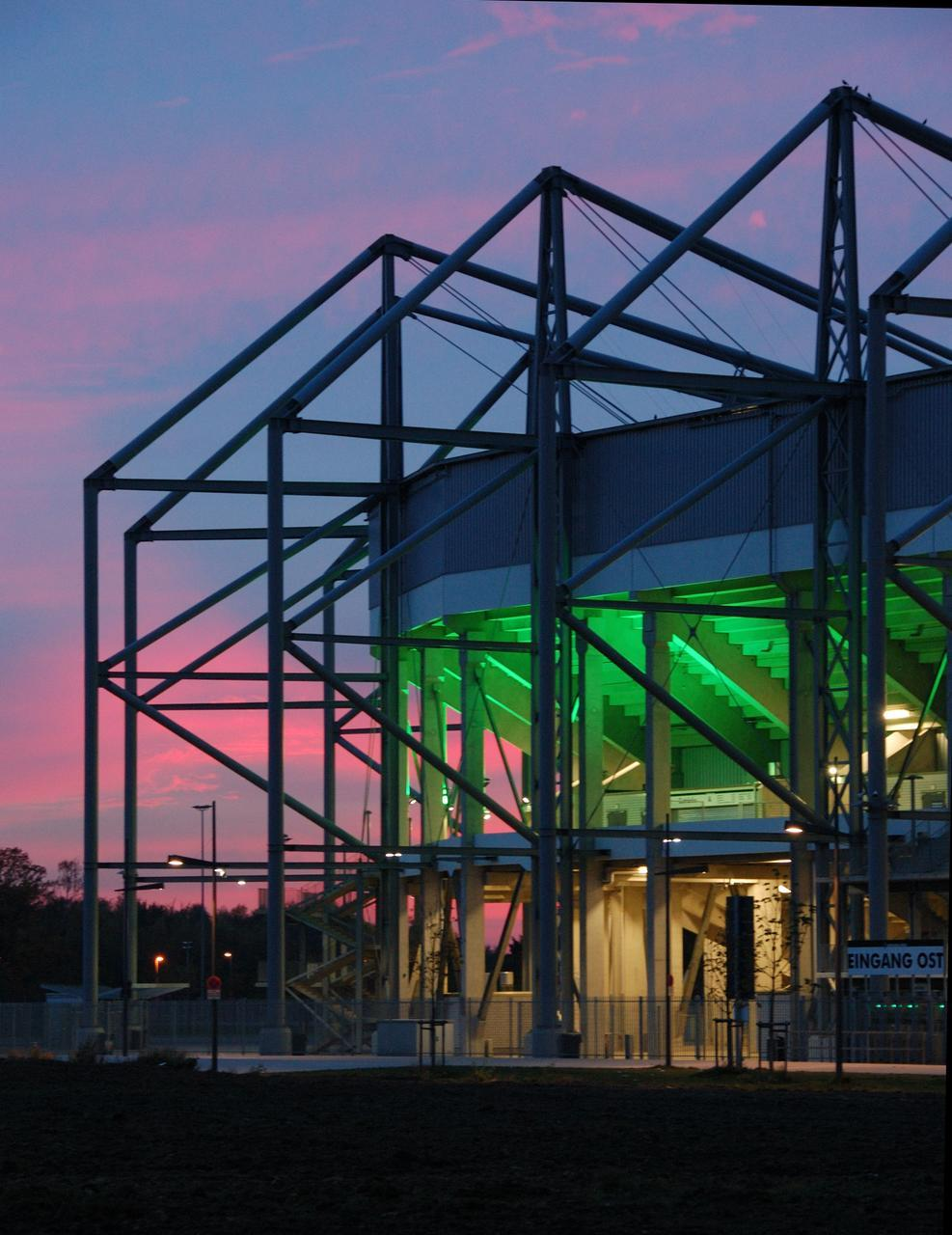
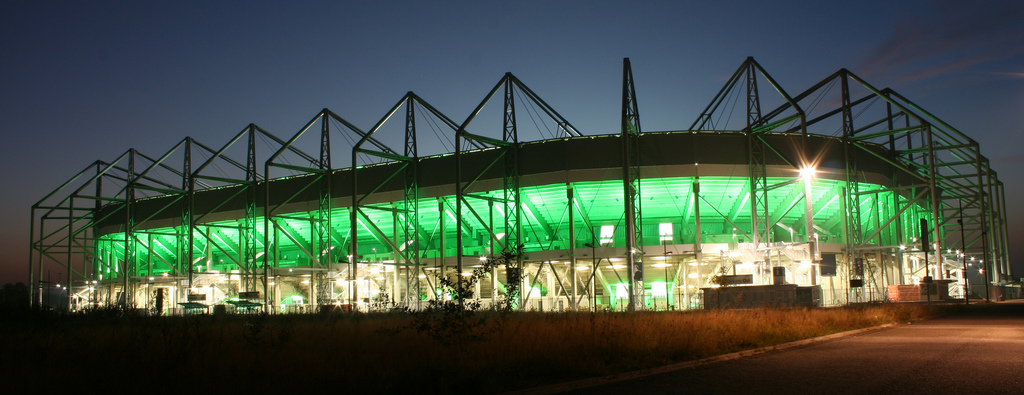
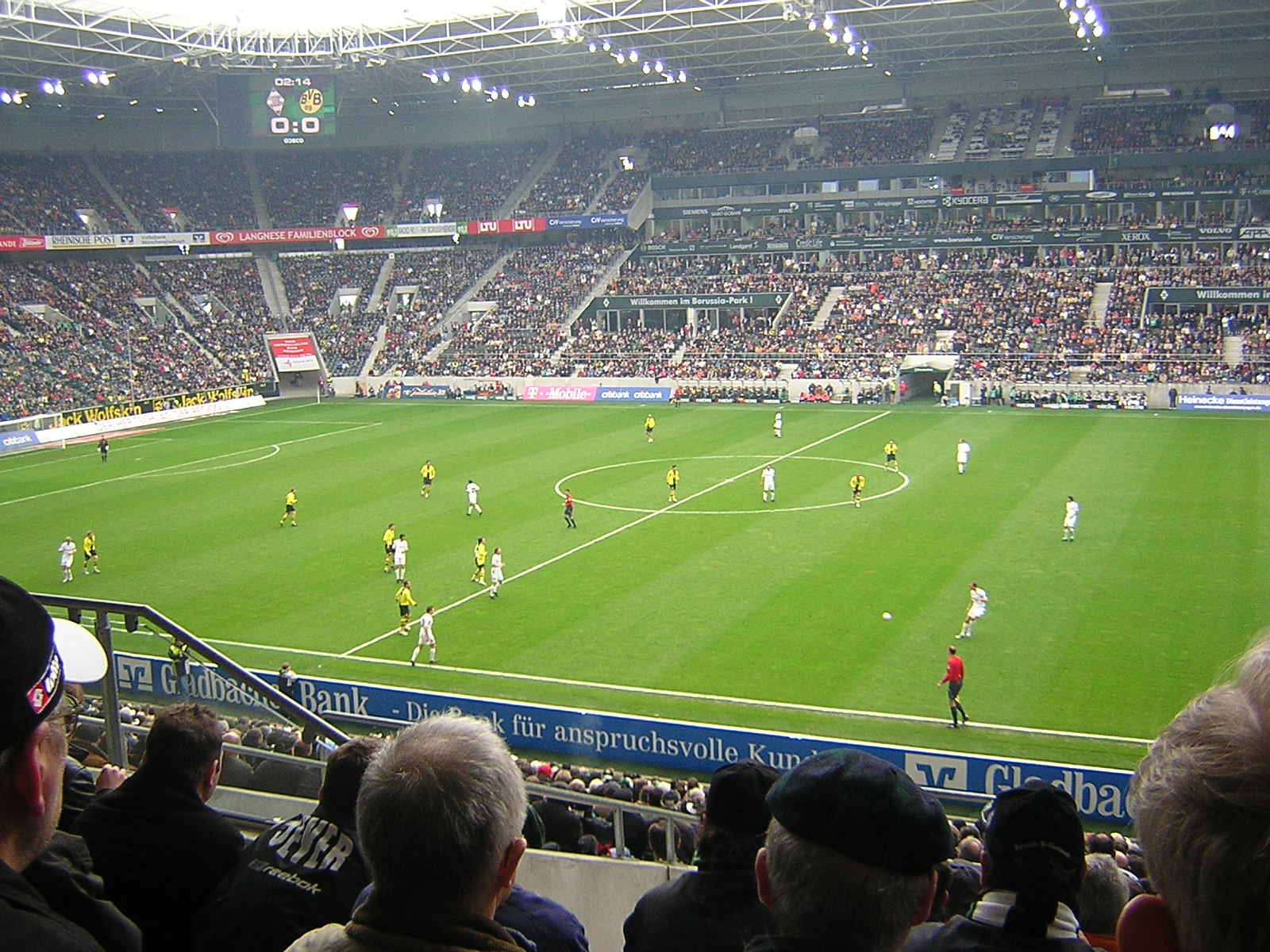
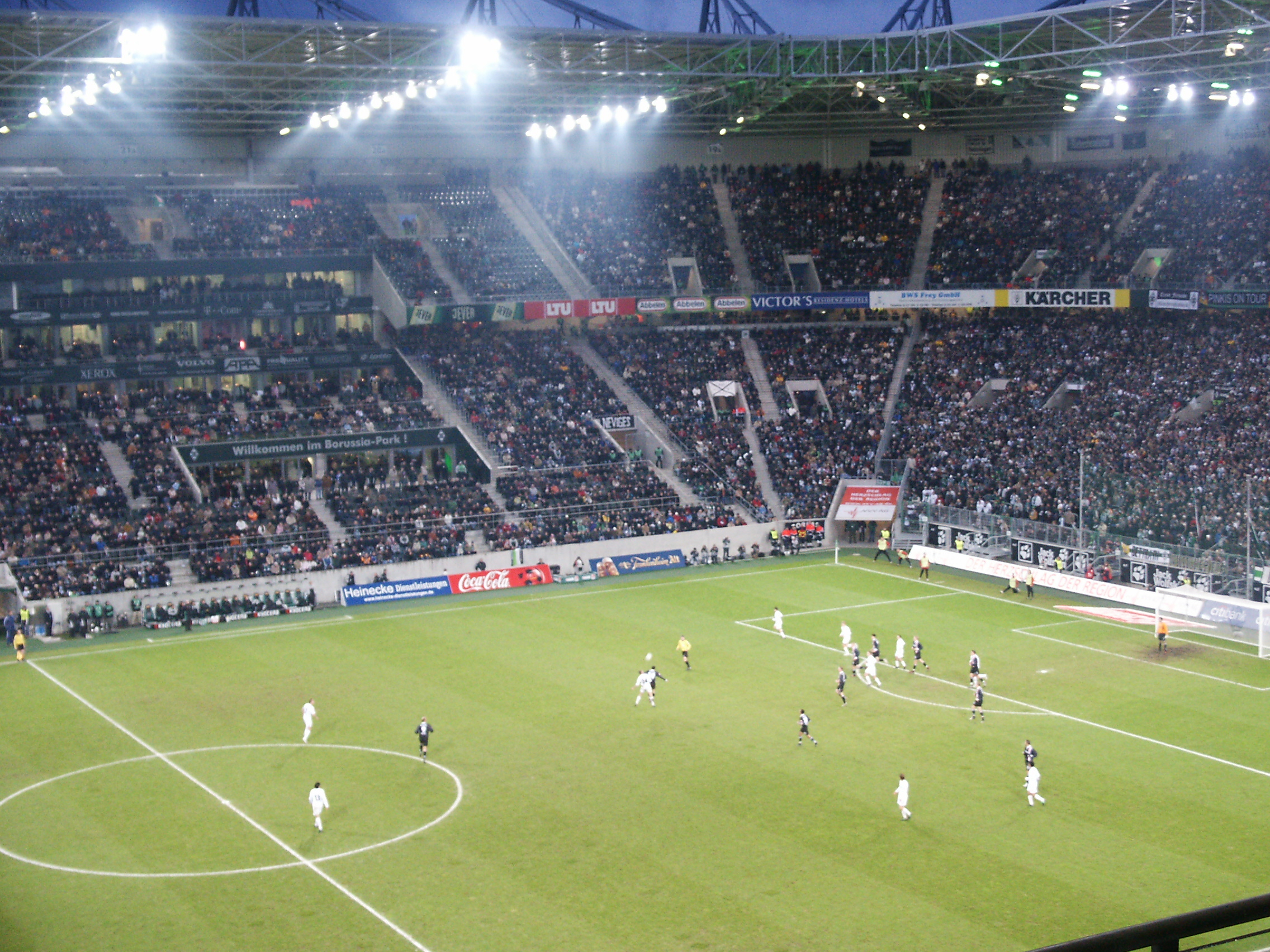
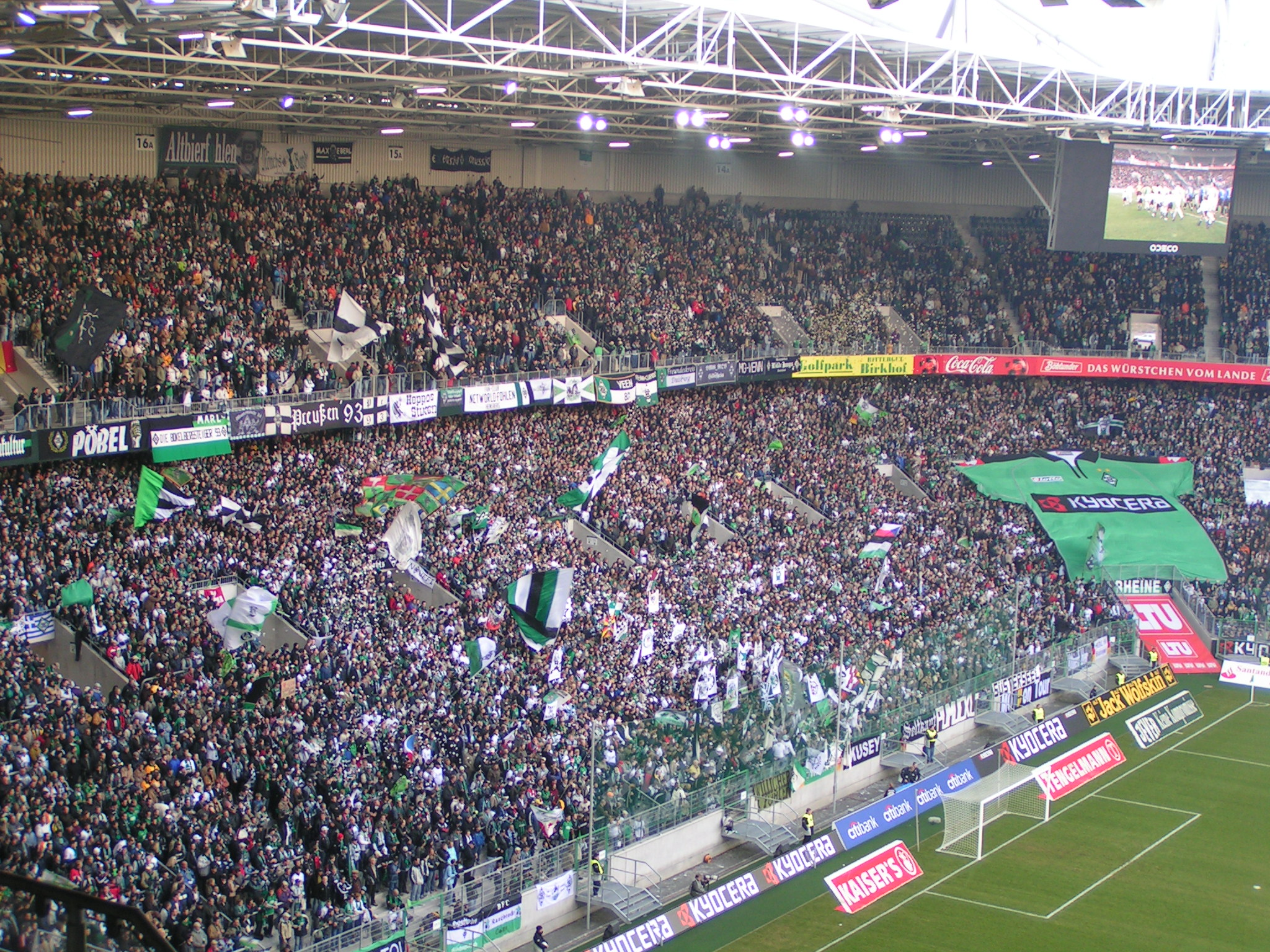